# 叢石亭
叢石亭（：／ chong-seog jeong）位於朝鮮民主主義人民共和國江原道的通川郡東海岸金剛山的北側，是朝鮮關東八景的第一景。
叢石在韓語的意思，是指矗立在海邊的岩石群。叢石亭的所在地，位處元山至金剛山的高速公路必經的中途。它座落在當地的一堆高高的叢石的頂部。這些叢石，都是昔日地殼活動的痕跡：它是在火山作用下，湧出地殼表面的玄武岩被突然冷卻及結晶，成為一條條六角形或八角形的石柱。石柱群按其走向及高度，可分為「立叢」、「坐叢」及「臥叢」三個種類。成群的或孤立的石柱聳立在海面上，蔚為奇觀。除了石柱群以外，當地還有「四仙峰」、「夫婦岩」及「龜岩」等奇岩怪石，展現在連綿約1公里長的海岸上的天然景觀。石柱間及懸崖絕壁上生息著各種海鳥，而當地的海產亦十分豐富：它的周邊海域盛產有鮑魚、海參、章魚及鯛魚等。朝鮮的民眾喜歡在這裡欣賞日出及享用海鮮宴。
叢石亭在朝鮮半島上聞名已久。早在新羅時代，這裡為花郎四人所發現。他們都被這裡漂亮的海岸景色和奇岩所深深吸引。現時，叢石亭屬朝鮮民主主義人民共和國的第13號名勝地及第214號天然保護風物，受朝鮮法例保護。